# 朝倉佑介
朝倉 佑介(あさくら ゆうすけ、12月22日-)は、日本の俳優である。神奈川県出身。身長は175cm。

## 人物
- 愛称は朝ちゃん[3]・ゆうくん・佑介先生[4]。
- 幼稚園教諭免許所有[3]
- 特技は逆立ち[2]。
- 趣味はランニング・アウトレット巡り・ドライブ・買い物[2]。
- 2015年11月頃、舞台に出演したようであるが詳細は不明[5]
- 2019年7月以降活動の実績がなく、消息不明[6]

## 出演

### 舞台
- 「ちっちゃな英雄（ヒーロー）」 (2015年12月26日 - 2016年3月19日、サンリオピューロランド内フェアリーランドシアター) - Team Sky 家ねずみの仲間／森ねずみの仲間 役 〈アンサンブル〉
- 舞台「 マジすか学園 〜Lost In The SuperMarket〜」（2016年7月25日 - 8月5日、赤坂ACTシアター）-〈アンサンブル〉[7]
- 「ウルトラヒーローズ THE LIVE アクロバトル クロニクル 2016」東京公演 (2017年1月28日-1月29日、AiiA 2.5 Theater Tokyo) -〈アンサンブル〉[8]
- 舞台「犬夜叉」 (2017年4月6日-15日、天王洲 銀河劇場) - 〈アンサンブル〉[9]
- 「物語はハッピーエンドにできている」 (2017年11月15日-2017年11月19日、劇場HOPE) - 三園暁 役[10]
- 「Bitter Room」 (2018年1月31日-2月4日、千本桜ホール) - 玉造 役[11]
- 「ラストステージ」(2018年3月2日-3月6日、小劇場B1) - 美恵子の旦那 役[12]
- 「THE STAGE ラッキードッグ１　first luck＋」 (2018年6月30日-7月8日、シアターサンモール) - デイヴィッド・オーウェン 役[13]
- 「男娼。～愛する事は罪ですか～」 (2018年10月17日-2018年11月11日、三栄町LIVE STAGE・in→dependent theatre 1st) - 浦田康雄 役[14]

### テレビ
- フジテレビジョン「列島縦断LIVE　景気満開テレビ10周年スペシャル」 (2017年12月31日)[15]
- テレビ埼玉「まさナビ」ショートドラマ 「リメイクミー」(2018年8月7日-2018年8月28日 全4回) - 音無和也 役[16]

### CM
- RAKU SPA Cafe 浜松 テレビCM (2016年12月～)[17]

### ラジオ
- かわさきFM「コスギスイッチON!」ゲスト (2016年10月13日) [18]

### イベント
- 岩盤熱波漢会〜貴方はまだ本当の熱波を知らない〜 (2015年11月30日)[19]
- 「ちっちゃな英雄（ヒーロー）Valentaine[20] Event」 Team Sky (2016年2月6日)[21][22]

### その他
- RORYU BOYS 8 (2015年8月1日～)[23]
- コスギんピック (2016年10月23日)[24]
- 『あんさんぶるスターズ！オン・ステージ〜Take your marks!〜』 (2016年12月9日 - 2016年12月31日) - 〈アンダー〉[25][26][27]
- ヨガスタジオBeing インストラクター (2017年2月)[28]